# Pucci De Rossi
Pucci De Rossi, né à Vérone le 4 mars 1947 et mort le 4 juillet 2013, est un artiste, sculpteur et designer italien, installé à Paris depuis 1979.

## Biographie
Élève du sculpteur américain H.B. Walker, Pucci De Rossi commence son activité artistique en 1971, avec l'usage du métal découpé puis du bois récupéré. Il s'installe en France six ans plus tard. Sculpteur d’idées, de formes et de matières  qu’il s’ingénie à transmuer en objets du quotidien, avec imagination et humour.
Pucci de Rossi incarne la tendance « Mobilier sculpture » qui se développe au début des années 1980. Sa rencontre avec le commissaire-priseur Jean-Claude Binoche reste déterminante pour sa carrière, produisant pour lui plusieurs aménagements.
D’apparence purement formelle, pétries d’ironie, jouant du détournement et du décalage, ses créations n’en sont pas moins des objets parfaitement fonctionnels et utiles. Se qualifiant lui-même « un faux designer », il alterne le fonctionnel à la sculpture en esquivant le débat surgi dans les années 1990 autour de la polémique art - design.
Après différentes recherches formelles avec techniques et matériaux différents, les travaux récents de Pucci tiennent compte désormais d’une certaine réalité sociale. Tout en refusant le rôle de  l’artiste politique, sociologue ou scientifique, Pucci tâche d’étoffer son travail selon les critères esthétiques propres à son background italien.
Sa collaboration avec La Manufacture Nationale de Sèvres en 2012 donne lieu à la création du vase Écrous et Boulons. 
Jacques-Antoine Granjon, un de ses plus grands collectionneurs, lui a commandé, peu de temps avant sa mort, le dessin de la façade du siège social de Vente-privee.com à La Plaine-Saint-Denis. Baptisée le Vérone , la peau de métal recouvrant la façade, inspirée d’un dessin de Pucci de Rossi, lui rend hommage.
Pucci De Rossi est mort à Paris le 4 juillet 2013,.

## Principales expositions
- Pucci de Rossi, galerie Néotù, Paris, 5 octobre-2 novembre 1989 Galerie Neotu.
- Pucci de Rossi, Mobili brutti, galerie Néotù, New York, 25 avril-1er juin 1991.
- Pucci de Rossi: Shopping Trophies («Trophées de chasse métropolinaine») du 13 septembre au 18 octobre 2003 à la galerie Anne de Villepoix (Paris, IIIe)[7].
- Chassez le naturel[8], du 24 juin au 3 novembre 2005, au château de Chambord.
- Pucci de Rossi, Plomb et dentelle, galerie Cat-Berro, 15 octobre-12 décembre 2009[9].
- Feux continus , la Manufacture nationale de Sèvres au Grand-Hornu , Hornu, Musée des arts contemporains, 11 octobre 2009-17 janvier 2010[10].
- Pucci de Rossi, Noce de bronze, galerie Downtown - François Laffanour, 25 novembre 2011-5 janvier 2012[11] .
- Les années Staudenmeyer [12], Passage de Retz, Paris, 3 décembre 2009-15 janvier 2010[13].
- Animal[14], les Arts Décoratifs, Paris, février-novembre 2010.
- « Inflatables », Marseille, château Borély-musée des Arts décoratifs, de la Faïence et de la Mode, 20 mars-11 mai 2014[15].
- Années 80, musée de Arts décoratifs, Paris, du 13 octobre 2022 au 16 avril 2023[16].